# Массава (Свердловская область)
Массава — посёлок в Свердловской области России, административно подчинённый городу Ивделю. Входит в Ивдельский муниципальный округ.

## Географическое положение
Посёлок Массава расположен в 94 километрах (по дорогам в 115 километрах) к востоку от города Ивделя, в лестной местности, на правом берегу реки Большой Оус (правый приток реки Пелым), в 1 километре выше устья правого притока — реки Сопос. Автомобильное сообщение связывает посёлок Массава с посёлком Оус. В окрестностях посёлка расположено озеро Сопос.

## История
Посёлок отмечен на карте 1820 года

## Население
| 2002 | 2010 |
| ---- | ---- |
| 1    | ↘0   |